# Oxalis lunulata
Oxalis lunulata är en harsyreväxtart som beskrevs av Joseph Gerhard Zuccarini. Oxalis lunulata ingår i släktet oxalisar, och familjen harsyreväxter. Inga underarter finns listade i Catalogue of Life.